# Mariä Heimsuchung (Utting am Ammersee)

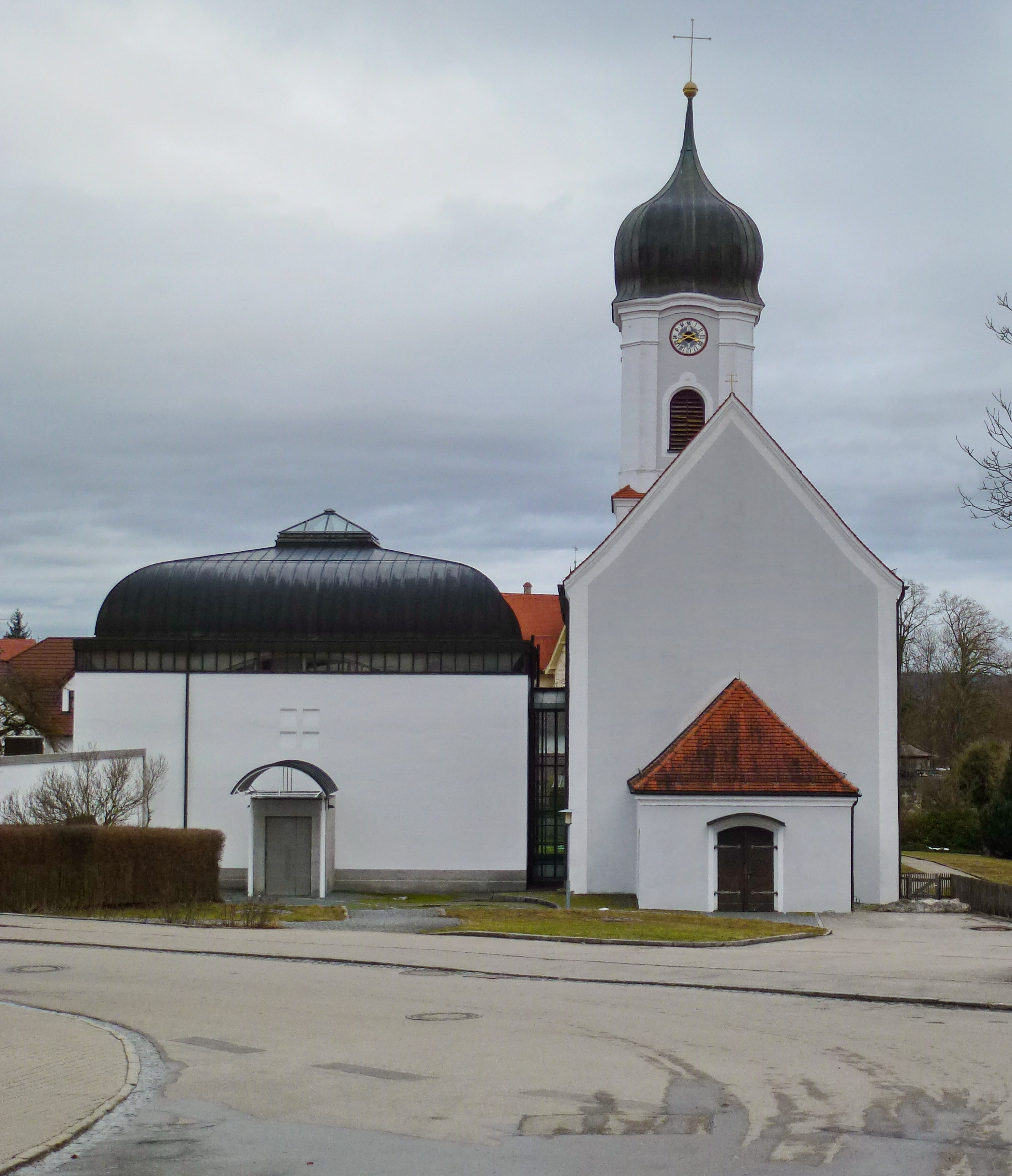
Mariä Heimsuchung in Utting am Ammersee

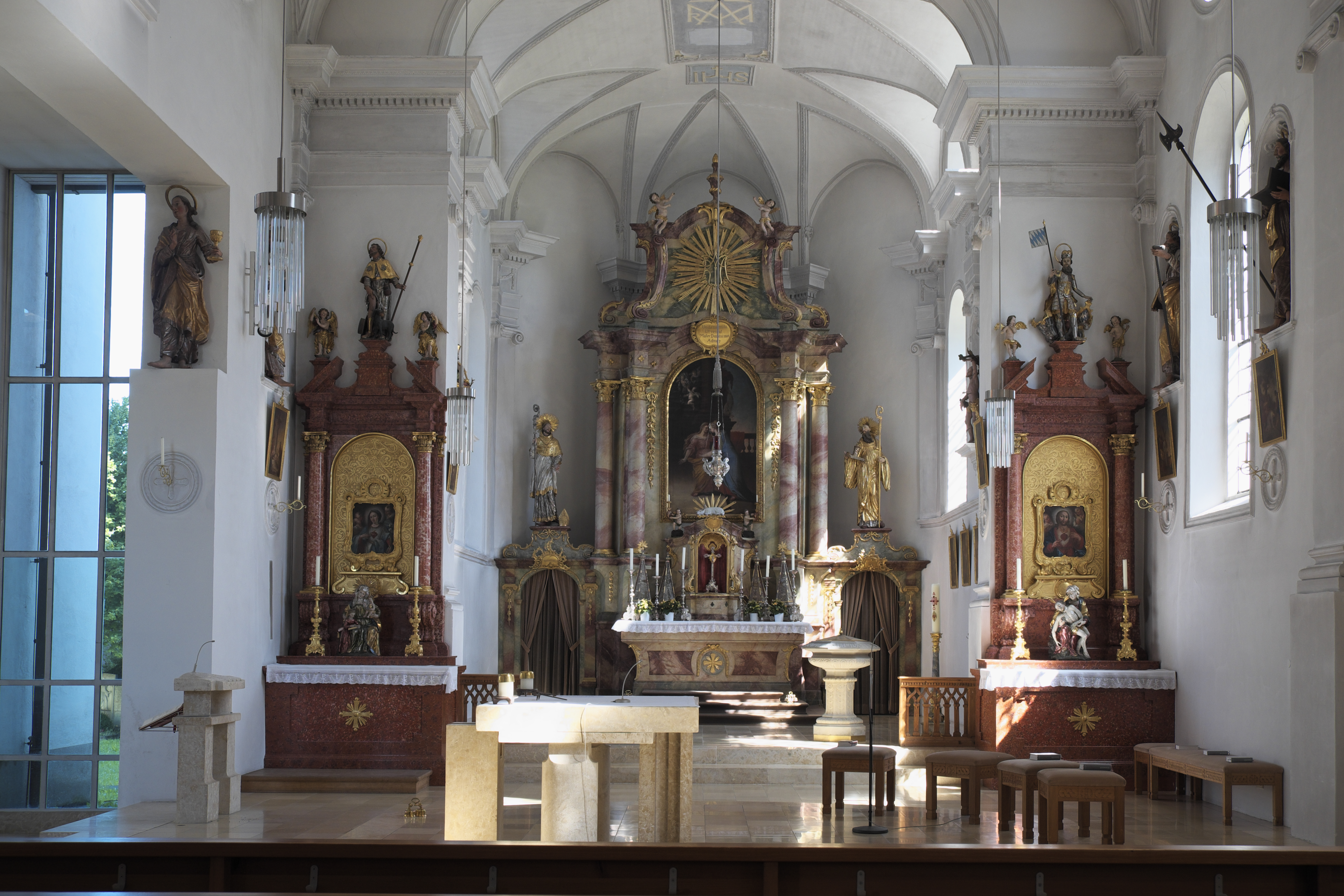
Innenraum

Die römisch-katholische Pfarrkirche Mariä Heimsuchung steht in Utting am Ammersee, einer Gemeinde im oberbayerischen Landkreis Landsberg am Lech. Sie ist in der Liste der Baudenkmäler in Utting am Ammersee unter der Nr. D-1-81-144-1 eingetragen. Die Pfarrei gehört zum Dekanat Landsberg des Bistums Augsburg.

## Beschreibung
Die Saalkirche besteht aus einem Langhaus, das 1819 auf alten Fundamenten neu errichtet wurde, einem eingezogenen, dreiseitig geschlossenen Chor im Osten und dem Kirchturm auf quadratischem Grundriss an der Stirnseite des Chors. Der Turm steht auf den Fundamenten eines romanischen Chorturms. In seinem obersten Geschoss, an dem außen die Zifferblätter der Turmuhr angebracht sind, hängen drei Glocken. Den Abschluss des Turms bildet eine Zwiebelhaube. Ein Vorbau an der Westseite des Langhauses führt zum ehemaligen Portal. An der Nordseite des Langhauses wurde 1987/88 ein neues Kirchenschiff angefügt. 
Im Gemälde des Hochaltarretabels ist Mariä Heimsuchung dargestellt, die Begegnung der Gottesmutter Maria mit ihrer Verwandten Elisabeth. Über den Durchgängen bzw. den Opfergangsportalen links und rechts vom Altar stehen Statuen des heiligen Benedikt von Nursia und des heiligen Augustinus von Hippo. Die barocke Kanzel wurde von Lorenz Luidl mit Reliefs der vier Evangelisten gestaltet.

## Orgel

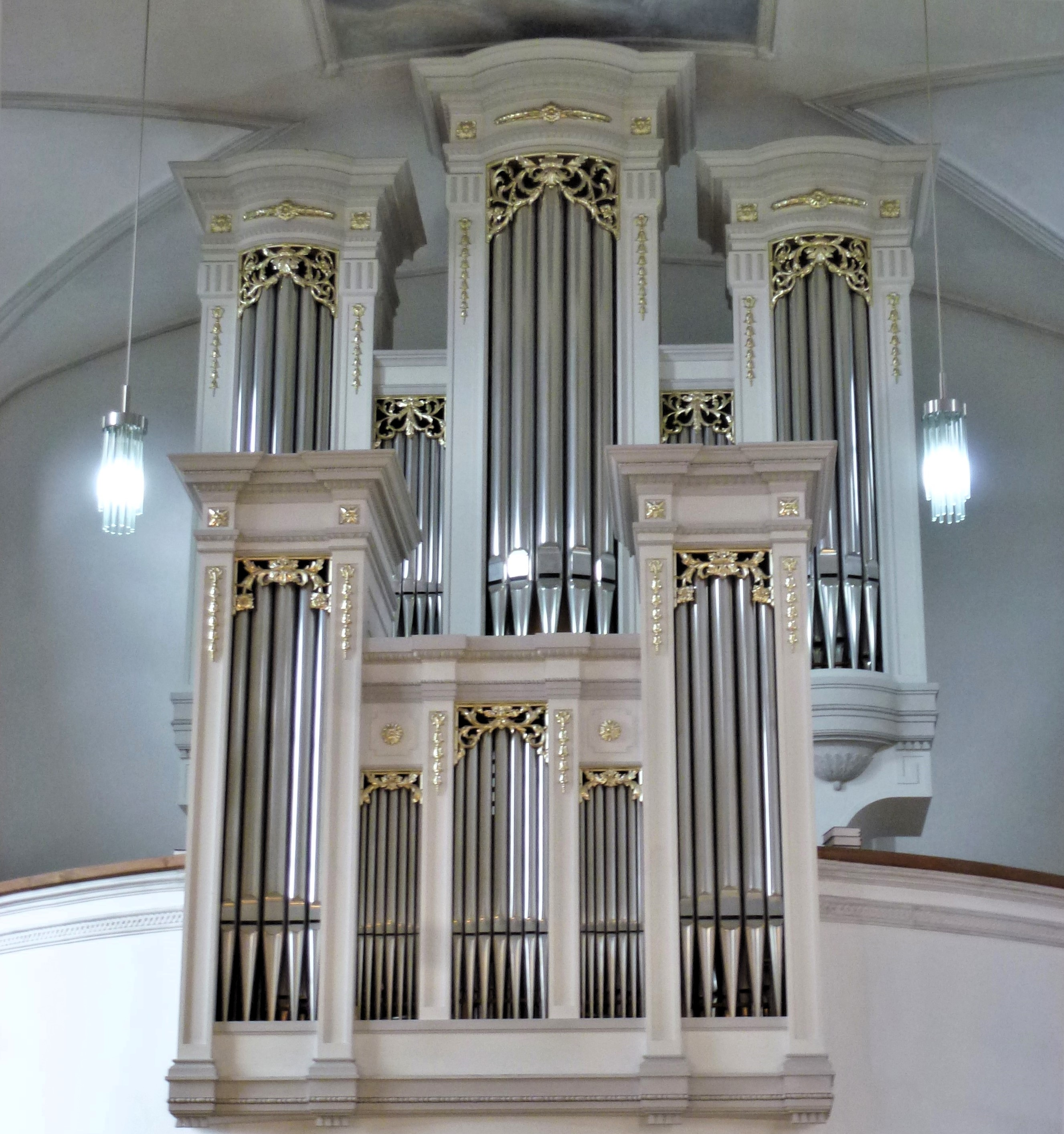
Orgel

Die Orgel mit 24 Registern, verteilt auf zwei Manuale und Pedal wurde 1993 von Riegner & Friedrich gebaut. Die Disposition des rein mechanischen Schleifladen-Werkes lautet:
| I Rückpositiv   |    |
| Prinzipal       | 8′ |
| Rohrflöte       | 8′ |
| Voce Umana      | 8′ |
| Octave          | 4′ |
| Blockflöte      | 4′ |
| Octave          | 2′ |
| Sifflöte        | 2′ |
| Sesquialtera II |    |
| Scharf          | 1′ |
| Dulcian         | 8′ |

| II Hauptwerk   |     |
| Bourdon        | 16′ |
| Prinzipal      | 08′ |
| Gedeckt        | 08′ |
| Viola da Gamba | 08′ |
| Octave         | 04′ |
| Rohrflöte      | 04′ |
| Octave         | 02′ |
| Mixtur         | 02′ |
| Trompete       | 08′ |

| Pedal    |     |
| Subbaß   | 16′ |
| Octavbaß | 08′ |
| Flöte    | 08′ |
| Posaune  | 16′ |
| Trompete | 08′ |

- Koppeln: I/II, I/P, II/P
- Effektregister: Kanaltremulant gemeinsam für Rückpositiv und Hauptwerk
- Stimmung: Temperierung nach Werckmeister III